# Poplar Bluff
Poplar Bluff ist die Bezirkshauptstadt von Butler County im US-Bundesstaat Missouri, USA. Das US Census Bureau ermittelte 2020 eine Einwohnerzahl von 16.225.

## Geographie
Poplar Bluff liegt im Südwesten des Bundesstaates am Black River in der Nähe der Grenze zu den US-Bundesstaaten Arkansas, Tennessee und Illinois. Sie liegt etwa 263 Kilometer östlich von Springfield und 211 Kilometer südlich von St. Louis sowie etwa 180 km nördlich von Memphis, Tennessee. Poplar Bluff befindet sich in der New Madrid seismic zone (NMSZ) und ist deshalb erdbebengefährdet. Tornados sind möglich. Teile der Stadt sind hochwassergefährdet. Häuser sollten erdbebensicher gebaut sein und über einen fensterlosen Schutzraum verfügen.

## Geschichte
Poplar Bluff wurde Ende 1850 von ca. 10 Familien gegründet. Benannt wurde es nach den hier wachsenden Pappeln. Am 9. Februar 1870 wurde Poplar Bluff ausgegründet. 1855 wurde das erste Gerichtsgebäude erbaut, das 1927 durch einen Tornado zerstört wurde. Das danach 1928 im neo-klassizistischen Stil erbaute Gerichtsgebäude wird noch heute als solches benutzt. 1994 wurde es ins National Register of Historic Places aufgenommen.

### Rodgers Theatre Building
Rodgers Lichtspieltheater wurde am 1. Juni 1949 in der Stadt Poplar Bluff eröffnet. Es ist ein Beispiel für die späte Art déco Architektur. Es galt bei seiner Eröffnung als das modernste Lichtspieltheater zwischen St. Louis und Memphis. Es besaß im Zuschauerraum 1160 Sitzplätze mit roten Plüschsesseln, die sich jeweils dem Körper anschmiegten, davon waren 20 Sessel mit Hörgeräten ausgestattet. Das Lichtspieltheater wurde beheizt und durch eine Klimaanlage gekühlt. Es gab nebenan einen getrennten schalldichten Schreiraum, in dem Eltern mit ihren kleinen Kindern den Film durch eine schalldichte Glasscheibe betrachten konnten, ohne die Zuschauer im Zuschauerraum zu stören. In den späteren Jahren wurde der große Zuschauerraum durch zwei kleinere Zuschauerräume ersetzt. Nachdem in der Nachbarschaft ein Multiplex-Kino eröffnet war, schloss Rodgers Lichtspielhaus am 14. Mai 1998. Das Gebäude ging im Januar 1999 in den Besitz von Butler County über. Seit dem Jahr 2007 finden gelegentlich Konzerte statt, und die Räume im ersten Stock werden von Butler County als Büroräume genutzt.
Die folgende Eintragung vom 19. Juli 2001 findet sich im National Register of Historic Places über Rodgers Theatre Building:
- MISSOURI, BUTLER COUNTY, Rodgers Theatre Building, 204,214,216,218,220,222 and 224 N. Broadway, Poplar Bluff, 01000750, LISTED, 7/19/01.[3]

## Verkehr
Poplar Bluff liegt am U.S. Highway 60 etwa 75 Kilometer westlich der Interstate 55. Mit dem Earl Fields Memorial Airport einen kommunalen Flugplatz. Mit dem Hayes Field liegt sechs Kilometer südöstlich der Stadt ein weiterer, privater Landeplatz.

## Parks
- Lake Wappapello State Park
- Bacon Park
- Black River Park
- Ferguson Grove
- Hendrickson Park
- Hillcrest Park
- Linc Park
- McLane Park
- Ray Clinton Park
- Sportsman Park
- Whiteley Park
- Wiseman Park

## Sportanlage
- Ozark Ridge Golf Course

## Demografische Daten
Das durchschnittliche Einkommen eines Haushalts liegt bei 22.068 USD, das durchschnittliche Einkommen einer Familie bei 28.744 USD. Männer haben ein durchschnittliches Einkommen von 28.851 USD gegenüber den Frauen mit durchschnittlich 18.770 USD. Das Pro-Kopf-Einkommen liegt bei 13.996 USD. 24,4 % der Einwohner und 19,3 % der Familien leben unterhalb der Armutsgrenze. 34,4 % der Einwohner sind unter 18 Jahre alt und auf 100 Frauen ab 18 Jahren und darüber kommen statistisch 83,6 Männer. Das Durchschnittsalter beträgt 39 Jahre (Stand: 2000).

## National Register of Historic Places
Die Liste der Einträge im National Register of Historic Places im Butler County in Missouri führt die Bauwerke und historischen Stätten im Butler County auf, die in das National Register of Historic Places aufgenommen wurden.

## Söhne und Töchter der Stadt
- Floyd Casey (1900–1967), Jazzmusiker
- Tyler Hansbrough (* 1985), Basketballspieler
- Ben Hansbrough (* 1987), Basketballspieler